# Byron Talbot
Byron Talbot (Johannesburg, 15 settembre 1964) è un ex tennista sudafricano.

## Carriera
In carriera ha vinto 7 titoli di doppio, di cui 4 con il belga Libor Pimek. Nei tornei del Grande Slam ha ottenuto il suo miglior risultato raggiungendo le semifinali di doppio a Wimbledon nel 1993.

## Statistiche

### Doppio

#### Vittorie (7)
| Numero | Anno | Torneo                                         | Superficie  | Compagno          | Avversari in finale            | Punteggio     |
| 1.     | 1992 | Mercedes Cup, Stoccarda                        | Terra rossa | Glenn Layendecker | Marc Rosset Javier Sánchez     | 4–6, 6–3, 6–4 |
| 2.     | 1992 | Grand Prix de Tennis de Toulouse, Tolosa       | Cemento     | Brad Pearce       | Guy Forget Henri Leconte       | 6-1, 3-6, 6-3 |
| 3.     | 1995 | ATP Praga, Praga                               | Terra rossa | Libor Pimek       | Jiří Novák David Rikl          | 7–5, 1–6, 7–6 |
| 4.     | 1996 | Copenaghen Open, Copenaghen                    | Sintetico   | Libor Pimek       | Wayne Arthurs Andrew Kratzmann | 7–6, 3–6, 6–3 |
| 5.     | 1996 | Mercedes Cup, Stoccarda                        | Terra rossa | Libor Pimek       | Tomás Carbonell Francisco Roig | 6–2, 5–7, 6–4 |
| 6.     | 1996 | Interwetten Austrian Open Kitzbühel, Kitzbühel | Terra rossa | Libor Pimek       | David Adams Menno Oosting      | 7-6, 6-3      |
| 7.     | 1998 | Nottingham Open, Nottingham                    | Erba        | Justin Gimelstob  | Sébastien Lareau Daniel Nestor | 7-5, 6-7, 6-4 |